# Дзю Доу
„Дзю Доу“ (на китайски: 菊豆, на пинин: Jú Dòu) е китайско-японски филм от 1990 година, романтична драма на режисьорите Джан Имоу и Ян Фънлян по сценарий на Лиу Хън, базиран на неговия роман „Фуси, Фуси“.
Действието се развива в провинциален Китай от началото на XX век, където заможният бояджия на платове Ян Дзиншан (Ли Уей) си купува нова съпруга – Дзю Доу (Гун Ли). Дзиншан е садистичен и импотентен и съпругата скоро започва връзка с неговия млад чирак Ян Тиенцин (Ли Баотиен), улеснена от парализирането на Дзиншан след инсулт. С времето обаче синът на Дзю Доу придобива характера на официалния, а не на биологичния си баща, и узнавайки за изневярата на майка си, убива Ян Тиенцин.
„Дзю Доу“ е номиниран за наградите „Оскар“ за чуждоезичен филм и „Златна палма“.